# Dora, Novi Meksiko
Dora je selo u okrugu Rooseveltu u američkoj saveznoj državi Novom Meksiku. Prema popisu 2010. u Dori je živjelo 133 stanovnika.
Bejzbolski trener Texas Tech Red Raidersa Larry Hays pohađao je školu u Dori.

## Zemljopis
Nalazi se na 33°55′53″N 103°20′15″W / 33.93139°N 103.33750°W (33.931279, -103.337472). Prema Uredu SAD-a za popis stanovništva, zauzima 7,3 km2 površine, sve suhozemne.

## Stanovništvo
Prema podatcima popisa 2000. u Dori je bilo 130 stanovnika, 43 kućanstva i 36 obitelji, a stanovništvo po rasi bili su 86,15% bijelci, 2,31% Indijanci, 11,54% ostalih rasa. Hispanoamerikanaca i Latinoamerikanaca svih rasa bilo je 20,77%.